# Víctor de Cerezo
|  | Per a altres significats, vegeu «Sant Víctor». |

Victor de Cerezo o Vitores (Cerezo de Río Tirón, Burgos, ca. 800 - Quintanilla de las Dueñas, ca. 850) fou un prevere i anacoreta castellà, mort durant una incursió musulmana. És venerat com a sant per l'Església catòlica.

## Biografia
Víctor va néixer al poble de Cerezo de Río Tirón (Burgos), on estudià i decidí la seva vocació religiosa. Vitores era rector del poble a l'església Santa María de Villalba. Desitjant major perfecció, es retira a una cova de la muntanya d'Oña a fer-hi vida eremítica, passant-hi uns anys, fins que torna al poble, assetjat per una incursió musulmana. Ajuda els seus i predica als musulmans fins que aquests el detenen i el maten, crucificant-lo.

### Llegendes
Les tradicions al voltant del seu martiri són moltes. Segons elles, un àngel avisà l'eremita que la seva terra ha estat atacada pels musulmans i llavors va decidir de tornar-hi; entra al poble assetjat i en consola els paisans. Allibera set dones eremites de Siete Fenestras i converteix alguns musulmans, entre ells la filla del cabdill de l'exèrcit, que la fa matar. És detingut per aquests i guareix el cabdill, malalt de lepra, qui li ofereix riqueses i honors. Com que les rebutja i no vol abjurar de la seva fe, és condemnat a mort, essent crucificat a Quintanilla de las Dueñas, llogarret del mateix Cerezo. A la creu, continua predicant i, com que no mor, al tercer dia és decapitat. Vitores, però, pren el seu cap amb les mans i s'adreça al seu poble natal, on continua predicant, en prediu l'alliberament i ressuscita un nen.
Per aconseguir l'alliberament de Cerezo, Vitores idea un estratagema. Dona a menjar una mesura de blat a una vaca i l'envien cap al campament enemica. Els assetjadors, en veure-la, li disparen sagetes i de les ferides de la vaca vessa blat. Els musulmans pensen que les provisions són tan abundants al poble que fins i tot els animals en mengen, per la qual cosa el setge pot allargar-se molt de temps: decebuts, l'aixequen. Vitores es fa acompanyar dels seus fins al lloc de Fresno de Río Tirón, on mor i rep sepultura, el 26 d'agost.

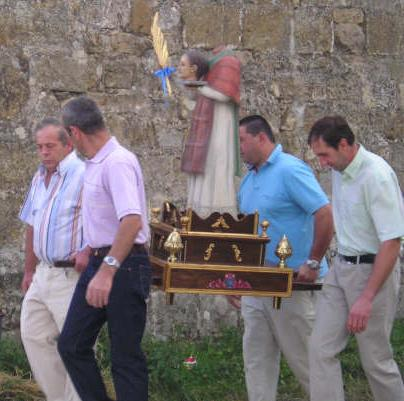
Processó de San Vitores, a Bárcena de Pienza
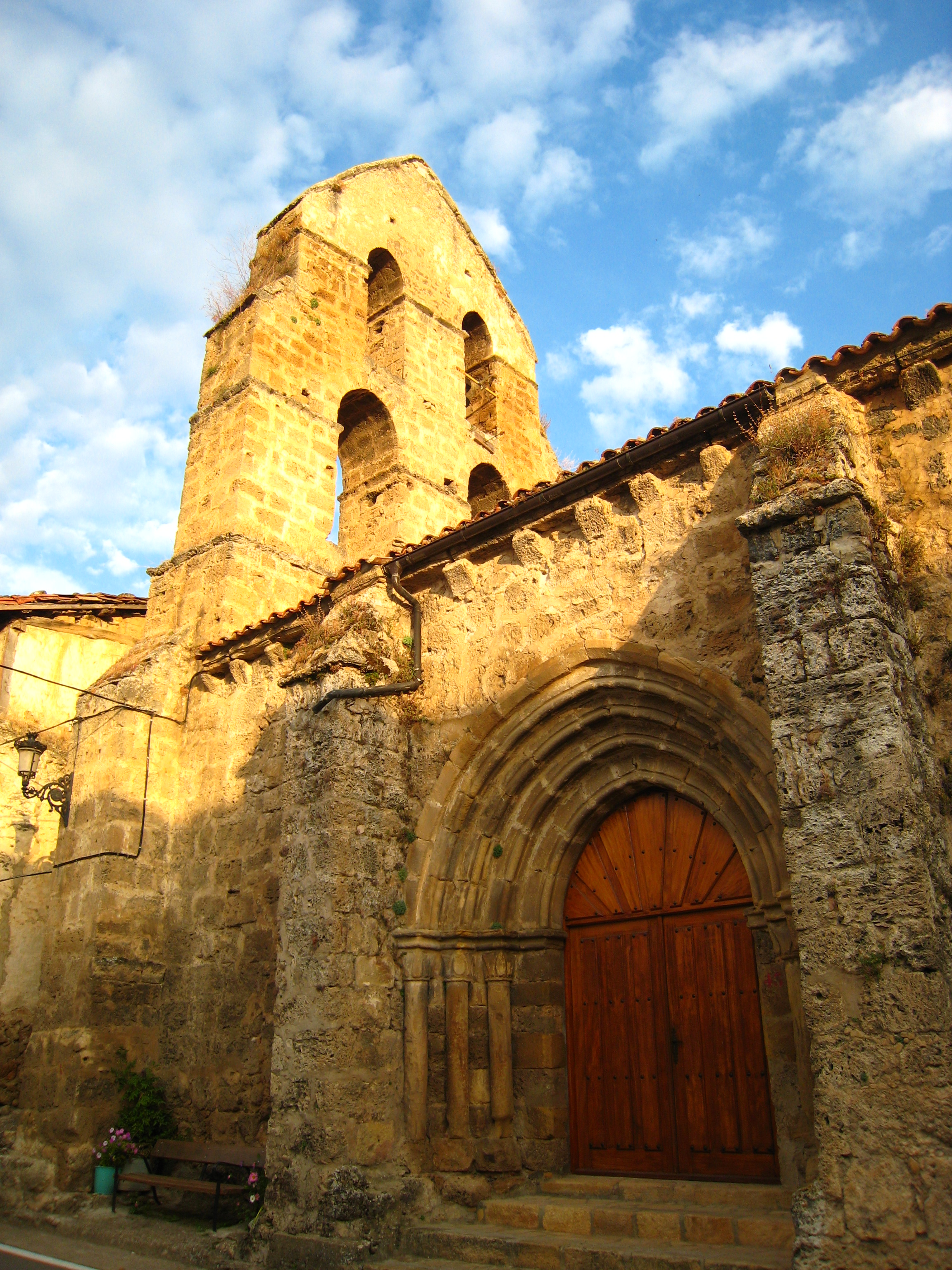
Església de S. Vitores a Frías (Burgos)

## Veneració
Sobre la tomba s'edificà una capella i després el Santuario de San Vitores, on el 1466 s'instal·laren les relíquies en un nou sepulcre i, el 1525, en una arca daurada. El convent, habitat per dominics i franciscans successivament, fou construït al segle xv. La devoció al sant és estesa a la zona, Burgos i la Rioja
A la Biblioteca Nacional (Madrid) se'n conserva una passió escrita al segle xv. Confonent el nom llatí de Cerezo (Cerasia) algunes fonts parlen erròniament del seu martiri a Cesarea de Mauritània (Cherchel, Algèria) en temps dels musulmans.